# Misil balístico táctico

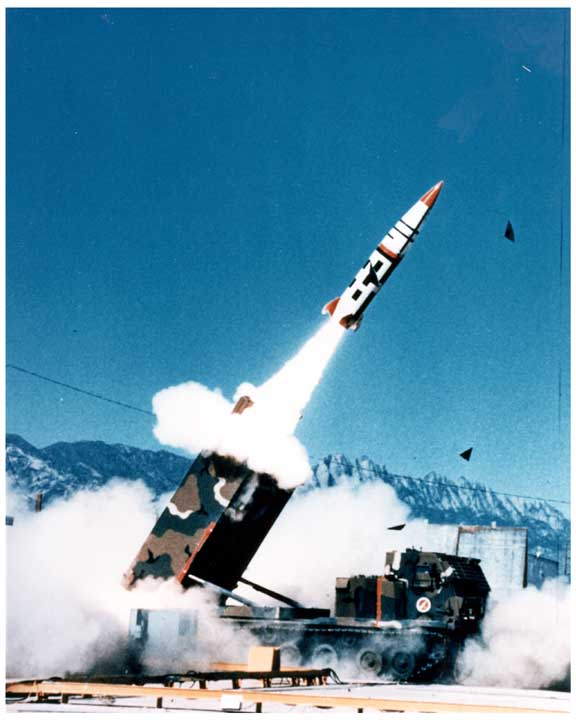
Lanzamiento de un misil balístico táctico MGM-140 ATACMS

Un misil balístico táctico o BRBM (siglas del inglés Battlefield Range Ballistic Missile) es un misil balístico diseñado para un uso de corto alcance. Típicamente, el alcance es menor a 300 km. Los misiles balísticos tácticos son usualmente móviles para asegurar la supervivencia y un rápido despliegue, así como también poder cargar varios tipos de cabezas de guerra para distintos blancos, como ser instalaciones, áreas de ensamblados, artillería y otros blancos detrás de las líneas enemigas. Las cabezas de guerra pueden incluir alto explosivos convencionales, químicos, biológicos o nucleares. Normalmente las armas nucleares tácticas están limitados en su rendimiento total en comparación con los misiles estratégicos.

## Descripción
Los misiles balísticos tácticos cubren el rango entre la artillería de cohetes convencional y los misiles balísticos de corto alcance. Los misiles tácticos pueden llevar una mayor carga útil detrás de las líneas enemigas en comparación con los cohetes o la artillería, mientras tienen una mayor movilidad y son menos costosos que los más estratégicos misiles de teatro de operaciones. Adicionalmente, debido a su movilidad, los misiles tácticos son más adecuados para responder a los avances en el campo de batalla.
Para muchas naciones, los misiles tácticos representan el límite superior de su equipamiento basado en tierra. Pueden proveer una poderosa arma por un precio muy económico, y en algunos casos son buscados para ayudar a nivelar el campo contra oponentes que son claramente superiores en otras áreas de la tecnología militar. En la actualidad, la tecnología de misiles balísticos es relativamente accesible a las naciones que pueden encontrar otro tipo de tecnología militar fuera de su alcance.
Los misiles balísticos son todavía difíciles de derrotar en el campo de batalla. Los más nuevos sistemas de defensa aérea tienen la habilidad mejorada de interceptar misiles tácticos, pero todavía no pueden proteger de forma fiable contra amenazas de misiles balísticos. Esto permite que una fuerza moderada de misiles pueda amenazar a un enemigo superior al penetrar sus defensas aéreas mejor que con los aviones convencionales, al tiempo que proporciona una alcance más profundo que la artillería convencional.

## Ejemplos
|                              | Designación OTAN                       | Propulsor         | Alcance        | Introducción        | Retiro                                                  | País de origen     | Operadores |
| ---------------------------- | -------------------------------------- | ----------------- | -------------- | ------------------- | ------------------------------------------------------- | ------------------ | --- |
| Al-Samoud 2                  |                                        | propulsor líquido | 180 km         | 2001                | 2003                                                    | Irak               | |
| Al Hussein                   |                                        | propulsor líquido | 600–650 km     | 1987                | 1991                                                    | Irak               | |
| Blue Water                   |                                        |                   |                | 1960 (primer vuelo) | cancelado 1962                                          | Reino Unido        | |
| MGM-140 ATACMS               |                                        | propulsor sólido  | 300 km         | 1986                | 2007 (programa finalizado, misil permanece en servicio) | Estados Unidos     | Baréin · Grecia · República de China · Corea del Sur · Turquía · Emiratos Árabes Unidos · Rumania |
| MGM-52 Lance                 |                                        | propulsor líquido | 120 km         | 1972                | 1992                                                    | Estados Unidos     | - Bélgica · Alemania · Israel · Italia · Países Bajos · Reino Unido |
| PGM-11 Redstone              |                                        | propulsor líquido | 92.5 km-323 km | 1958                | 1964                                                    | Estados Unidos     | |
| Precision Strike Missile     |                                        |                   | >500 km        | 2023                |                                                         | Estados Unidos     | |
| MGM-18 Lacrosse              |                                        |                   | 19 km          | 1959                | 1964                                                    | Estados Unidos     | |
| WS-1                         |                                        |                   | 60–180 km      | ≈1990               |                                                         | China              | |
| WS-2 / WS-3                  |                                        |                   | 70–200 km      | ≈2004               |                                                         | China              | |
| DTI-1                        |                                        |                   | 60–180 km      |                     |                                                         | Tailandia          | |
| Hrim-2                       |                                        |                   | 280–500 km     |                     |                                                         | Ucrania            | |
| Shaurya                      |                                        | propulsor sólido  | 700-1900 km    | 2011                |                                                         | India              | |
| Prahaar                      |                                        | propulsor sólido  | 150 km         | 2011                |                                                         | India              | |
| Pragati                      |                                        | propulsor sólido  | 170 km         | 2013                |                                                         | India              | |
| Pranash                      |                                        | propulsor sólido  | 200 km         | Por determinar      |                                                         | India              | |
| Pralay                       |                                        | propulsor sólido  | 150-500 km     | Por determinar      |                                                         | India              | |
| Ghaznavi (misil)             |                                        | propulsor sólido  | 290–320 km     | 2004                |                                                         | Pakistán           | |
| Nasr/Hatf IX                 |                                        | propulsor sólido  | 70 km          | 2013                |                                                         | Pakistán           | |
| Abdali/Hatf-II               |                                        | propulsor sólido  | 180 km         | 2002                |                                                         | Pakistán           | |
| Hatf-I                       |                                        | propulsor sólido  | 70 km          | 1990                |                                                         | Pakistán           | |
| Hatif-1A                     |                                        | propulsor sólido  | 100 km         | 1990                |                                                         | Pakistán           | |
| Hatif-1B                     |                                        | propulsor sólido  | 100 km         | 1990                |                                                         | Pakistán           | |
| Sky Spear                    |                                        | propulsor sólido  | 120–300 km     | 2001                |                                                         | República de China | |
| J-600T Yıldırım              |                                        | propulsor sólido  | 150–900 km     | 1998                |                                                         | Turquía            | |
| TOROS                        |                                        | propulsor sólido  | 100–160 km     |                     |                                                         | Turquía            | |
| Bora                         |                                        | propulsor líquido | 280–700 km     | 2017                |                                                         | Turquía            | |
| T-300 Kasırga                |                                        |                   | 100–120 km     |                     |                                                         | Turquía            | |
| R-11 Zemlya                  | SS-1b Scud-A                           | propulsor líquido | 180 km         | 1958                |                                                         | Unión Soviética    | |
| 2K1 Mars                     | FROG-2                                 | propulsor sólido  | 7–18 km        |                     |                                                         | Unión Soviética    | |
| R-17/R-300 Elbrus            | SS-1c Scud-B SS-1d Scud-C SS-1e Scud-D | propulsor líquido | 300–700 km     | 1964                |                                                         | Unión Soviética    | |
| OTR-21 Tochka                | SS-21 Scarab                           | propulsor sólido  | 70–185 km      | 1975                |                                                         | Unión Soviética    | - Armenia - Azerbaiyán - Bielorrusia - Bulgaria - Kazajistán - Corea del Norte - Rusia - Ucrania - Siria - Yemen · Anteriores: - Checoslovaquia - República Checa - República Democrática Alemana - Alemania - Lituania - Polonia - Eslovaquia - Unión Soviética        |
| OTR-23 Oka                   | SS-23 Spider                           | propulsor sólido  | 500 km         | 1979                | 1987                                                    | Unión Soviética    | |
| 2K6 Luna                     | Frog-3, Frog-5                         |                   | 10–50 km       | 1960                | 1982                                                    | Unión Soviética    | - Afganistán - Argelia - Cuba - República Democrática Alemana - Egipto - Irak - Libia - Corea del Norte - Polonia - Rumania - Unión Soviética - Siria - Yemen - Yugoslavia                                                                                              |
| 9K52 Luna-M                  | Frog-7                                 |                   | 70 km          | 1964                |                                                         | Unión Soviética    | - Argelia - Afganistán - Bielorrusia - Egipto - Corea del Norte - Rusia - Siria - Ucrania - Yemen · Anteriores - Bulgaria - Cuba - Checoslovaquia - República Democrática Alemana - Hungría - Irak - Kuwait - Líbano - Polonia - Rumania - Unión Soviética - Yugoslavia |
| LORA                         |                                        |                   | 400–800 km     | 2005                |                                                         | Israel             | |
| KN-02 Toksa                  |                                        | propulsor sólido  | 120–160 km     | 2008                |                                                         | Corea del Norte    | |
| KN-23                        |                                        | propulsor sólido  | 450 km         | 2018                |                                                         | Corea del Norte    | |
| KN-24                        |                                        | propulsor sólido  | 410 km         | 2019                |                                                         | Corea del Norte    | |
| KN-25                        |                                        |                   | 380 km         | 2019                |                                                         | Corea del Norte    | |
| 9K720 Iskander               | SS-26 Stone                            | propulsor sólido  | 400–500 km     | 2006                |                                                         | Rusia              | |
| Predator Hawk                |                                        |                   | 300–400km      | 2016                |                                                         | Israel             | |
| Hyunmoo-1                    |                                        | propulsor sólido  | 180 km         | 1977                |                                                         | Corea del Sur      | |
| Hyunmoo-2A                   |                                        | propulsor sólido  | 300 km         | 2006                |                                                         | Corea del Sur      | |
| Ure-1                        |                                        | propulsor sólido  | 180 km         | 2022                |                                                         | Corea del Sur      | |
| BRE8 King Dragon/Fire Dragon |                                        | propulsor sólido  | 280–300 km     | 2014?               |                                                         | China              | |
| Burkan-1                     |                                        |                   | 800 km         | 2016                |                                                         | Yemen              | |
| al-Najm al-Thaqib-1          |                                        |                   | 45 km          | 2015                |                                                         | Yemen              | |
| al-Najm al-Thaqib-2          |                                        |                   | 75 km          | 2015                |                                                         | Yemen              | |
| Fajr-5                       |                                        | propulsor sólido  | 180 km         | 1990s               |                                                         | Irán               | - Siria - Yemen - Irak - Líbano |
| Shahab-1                     |                                        |                   | 350 km         | 1987                | ~2016                                                   | Irán               | |
| Shahab-2                     |                                        | propulsor líquido | 500 km         | 1990                | 2016                                                    | Irán               | |
| Fateh-110                    |                                        | propulsor sólido  | 300 km         | 2002                |                                                         | Irán               | - Siria - Líbano |
| Fateh-313                    |                                        | propulsor sólido  | 500 km         | 2015                |                                                         | Irán               | |
| Qiam 1                       |                                        | propulsor líquido | 800 km         | 2010                |                                                         | Irán               | Yemen |
| Zelzal-1                     |                                        | propulsor sólido  | 160 km         | 1990                |                                                         | Irán               | |
| Zelzal-2                     |                                        | propulsor sólido  | 210 km         | 1998                |                                                         | Irán               | - Siria - Yemen - Líbano |
| Zelzal-3                     |                                        | propulsor sólido  | 200–250 km     | 2007                |                                                         | Irán               | Siria |
| Naze'at 6-H                  |                                        | propulsor sólido  | 80–100 km      | 1980's              |                                                         | Irán               | |
| Naze'at 10-H                 |                                        | propulsor sólido  | 100–130 km     | 1980's              |                                                         | Irán               | |
| Jerina-1                     |                                        | propulsor sólido  | 285-300 km     | 2017                |                                                         | Serbia             | |
| Jerina-2                     |                                        | propulsor líquido | 75 km          | 2017                |                                                         | Serbia             | |